# Malovrh
Malovrh je priimek več znanih Slovencev:
- Boris Malovrh (1929—2003), gospodarstvenik
- Boštjan Malovrh (*1973), diplomat, stalni predstavnik Slovenije v ZN
- France Malovrh (1912—1943), rimskokatoliški duhovnik, "vaški stražar"
- Janez Malovrh (*1941), inženir in politik, Trboveljski župan
- Jurij Malovrh (*1946), prometni inženir in politik
- Karlo Malovrh (1903—1973), gledal. igralec, režiser, kulturni delavec v Trbovljah
- Katja Malovrh, botaničarka
- Katja Malovrh Rebec, gradbena fizičarka (ZAG)
- Lojze Malovrh (1926—2018), šolnik in naravoslovec, publicist, organizator v Škofji Loki
- Marko Malovrh (*1948), zdravnik
- Miroslav Malovrh (1861—1922), književnik, prevajalec in publicist
- Stane Malovrh, metalurg, aktivist
- Špela Malovrh (*1968), veterinarka
- Tadej Malovrh (*1972), veterinar, mikrobiolog/imunolog, župan Občine Velike Lašče
- Tomaž Malovrh, zdravnik travmatolog
- Viktor Malovrh (?—1975), kulturni organizator, pevovodja, kapelnik, režiser (Hrastnik)
- Vincenc (Cene) Malovrh (1915—2000), gospodarski geograf, prof. Ekonomske fakultete